# Municipio de Amozoc
El municipio de Amozoc es uno de los doscientos diecisiete municipios en que se encuentra dividido el estado de Puebla, México. Su cabecera municipal es la ciudad de Amozoc de Mota.

## Toponimia
El nombre Amozoc proviene del náhuatl. Se compone de ahmo, adverbio de negación, y zoquitl, 'barro'; es decir, "lugar libre de barro" y, por extensión, "lugar limpio".

## Geografía
El municipio abarca 135.18 km² y se encuentra a una altitud promedio de 2320 m s. n. m.
El territorio municipal limita al norte y noreste con el municipio de Tepatlaxco de Hidalgo, al este con el municipio de Acajete, al sureste y sur con el municipio de Cuautinchán y al oeste y noroeste con el municipio de Puebla.
Fisiográficamente, el municipio abarca, de norte a sur, una parte de las laderas meridionales del volcán La Malinche; el límite entre los valles de Puebla-Tlaxcala y de Tepeacao; y la llamada sierra de Amozoc. El municipio forma parte enteramente de la Cuenca del Balsas y se divide más o menos en partes iguales entre las subcuencas del río Alseseca (que desemboca en la presa de Valsequillo) y del Balcón del Diablo (que desemboca en el río Atoyac a la altura de Molcaxac).
Amozoc cuenta con un clima templado subhúmedo con lluvias en verano (Cwb en la clasificación climática de Köppen), típico de las zonas altas de México. La temperatura media anual se encuentra en el rango de los 12 a los 18 °C, y la precipitación anual (concentrada en gran parte entre los meses de mayo a octubre) entre los 900 y los 1100 mm.

## Flora y fauna
El 19% del municipio está ocupado por asentamientos, mientras que la agricultura ocupa el 55% del territorio. Los espacios naturales, compuestos en gran parte por las barrancas que descienden de la Malinche, así como por la sierra de Amozoc, consisten de bosque mixto y pastizal al 11 y 15%, respectivamente.
Las laderas septentrionales de la sierra de Amozoc albergan un bosque cuyo estrato superior está ocupado por diversas especies de los géneros Quercus (encinos) y Juniperus (enebros), de las que destaca el endémico Juniperus poblana o enebro triste. La cresta de la sierra y sus laderas meridionales tienen suelos delgados de roca sedimentaria, por lo que son bosques más abiertos, con grandes extensiones cubiertas por pastos y por arbustos como Tecoma stans, Agave salmiana, Rhus standleyi y Dodonaea viscosa. También existen cactáceas (Opuntia spp., Mammillaria spp.) y orquídeas (Dichromanthus cinnabarinus, Deiregyne tenorioi, Aulosepalum pyramidale etc.), entre otros.
En cuanto a la fauna, se encuentran alrededor de 200 especies de aves como el aguililla cola roja, diversas especies de carpinteros y gorriones, por mencionar algunas. Mamíferos medianos y pequeños como roedores (de los géneros Peromyscus y Sciurus), conejos (Sylvilagus sp.), zarigüeya (Didelphis virginiana), zorro gris (Urocyon cinereoargenteus), coyote (Canis latrans), mapache (Procyon lotor) y murciélagos (Lasiurus cinereus, Myotis velifer, Dermanura azteca etc.), entre otros.
Para preservar las zonas boscosas de la sierra de Amozoc, que ha sido llamada un "pulmón" de la zona metropolitana de Puebla, un área de 723 hectáreas se encuentra protegida bajo el nombre de Parque Estatal Flor del Bosque. Éste, basado en el casco del antiguo rancho de San Bartolo Flor del Bosque, incluye una zona de atracciones y de aventura, un pequeño zoológico y una granja de contacto, y busca iniciar a los visitantes en la conservación ambiental. También existen senderos para practicar el ciclismo de montaña y la equitación, aunque la mayor parte del parque se encuentra cerrada al público.

## Demografía
De acuerdo al último censo, realizado por el INEGI en 2010, en el municipio hay una población de 100 964 habitantes. Una gran parte de la población está concentrada en la cabecera municipal. 
Existen algunas colonias que, si bien administrativamente pertenecen a Amozoc, están conurbadas más bien con la ciudad de Puebla, como Las Haras, Casa Blanca y Chachapa. 
Hacia el norte del municipio, se encuentra la población de Concepción Capulac, que forma una zona urbana junto con San Miguel Espejo (municipio de Puebla).
Las lenguas indígenas más habladas son 
- Náhuatl (1,482 habitantes),
- Totonaco (776 habitantes) y
- Mazateco (330 habitantes).

## Comunicaciones
En el municipio de Amozoc confluyen varias carreteras importantes. Está atravesado en dirección este-oeste por la carretera federal 150 (Puebla-Antón Lizardo) y la autopista 150D (México-Veracruz). En dirección suroeste, tiene acceso al Periférico Ecológico de Puebla (parte de la carretera federal 190), y hacia el noreste se comunica mediante la carretera federal 129 (Amozoc-Nautla) y la autopista 140D (Amozoc-Xalapa).
También tiene conexiones con las líneas 1 y 4 de la RUTA, el sistema de autobús de carril confinado de Puebla, por medio de la estación terminal de Chachapa.

## Educación
Existen en Amozoc escuelas en todos los niveles de formación. Destacan a nivel superior la Universidad Politécnica de Amozoc y la Academia de Formación y Desarrollo Policial Puebla-Iniciativa Mérida "General Ignacio Zaragoza".